# بلندر
بِلِندِر (به انگلیسی: Blender) یک نرم‌افزار آزاد و متن‌باز است که در زمینهٔ طراحی گرافیک رایانه‌ای سه‌بعدی برای تولید پویانمایی، کامپوزیت، جلوه‌های بصری، چاپ سه‌بعدی، طراحی گرافیک حرکت، ویرایشگر حرفه ای اپلیکیشن‌های سه‌بعدی پویا، واقعیت مجازی و بازی‌های ویدئویی مورد استفاده قرار می‌گیرد.
از ویژگی‌های بلندر می‌توان به رندرینگ، مدلینگ، مجسمه‌سازی، استخوان‌بندی، پویانمایی، نقاشی دیجیتال، ایجاد بافت، انواع شبیه‌سازی‌های سه بعدی، موشن گرافیک و کامپوزیت اشاره کرد.

## تاریخچه
بلندر در ابتدا به عنوان یک برنامه داخلی توسط استودیوی هلندی انیمیشن NeoGeo توسعه یافت و به‌طور رسمی در ۲ ژانویه ۱۹۹۴ راه‌اندازی شد. نسخه ۱٫۰۰ در ژانویه ۱۹۹۵ منتشر شد، که نویسنده اصلی، مالک شرکت و توسعه دهنده نرم‌افزار تان روزندال بود. نام بلندر از آهنگی از گروه الکترونیکی سوئیسی Yello از آلبوم Baby الهام گرفته شده‌است که NeoGeo در سریال خود از آن استفاده کرده‌است.
در توسعه و تولید بلندر از نرم‌افزار Traces که توسط همان تیم اما برای سخت‌افزار آمیگا تولید شده بود الهام گرفته شد.
در ۱ ژانویه ۱۹۹۸، بلندر به صورت آنلاین به عنوان یک نرم‌افزار رایگان طراحی سه بعدی منتشر شد.
NeoGeo بعداً منحل شد و قراردادهای مشتری آن توسط شرکت دیگری تصاحب شد. پس از انحلال NeoGeo، تان روزندال در ژوئن ۱۹۹۸، Not a Number Technologies (NaN) را برای توسعه بیشتر بلندر، در ابتدا به عنوان shareware توزیع کرد تا اینکه NaN در سال ۲۰۰۲ ورشکست شد. این همچنین منجر به توقف توسعه بلندر شد.
در می ۲۰۰۲، روزندال بنیاد غیرانتفاعی بلندر را با هدف اول یافتن راهی برای ادامه توسعه و ترویج بلندر به عنوان یک پروژه نرم‌افزار آزاد راه‌اندازی کرد.
در ۱۸ ژوئیه ۲۰۰۲، روزندال کمپین "Free Blender" را آغاز کرد، که هدف آن تأمین ۱۰۰٬۰۰۰ یورو جهت متن باز کردن نرم‌افزار بلندر بود.

بلندر با جمع شدن ۱۰۰٬۰۰۰ یورو در تاریخ ۷ سپتامبر ۲۰۰۲ به عنوان «نرم‌افزار آزاد» منتشر شد.

در سال ۲۰۱۰ در جریان ساخت فیلم «سینتل» نسخه ۲٫۵ بلندر با رابط کاربرِی بسیار متفاوتی منتشر شد و به شکل امروزی درآمد.
در سال ۲۰۱۹ با انتشار نسخه ۲٫۸۰ موتور بازی سازی یکپارچه ساخت و نمونه سازی بازی‌های ویدیویی حذف شد. توسعه دهندگان بلندر به کاربران  توصیه کردند به جای آن به موتورهای اوپن‌سورس قدرتمندتر مانند «گودو» مهاجرت کنند.

## امکانات برنامه
بلندر در مقایسه با سایر برنامه‌های گرافیکی حجم خیلی کمی دارد و با سرعت بسیار بالایی نصب و اجرا می‌شود و در چندین سیستم عامل از جمله گنو/لینوکس و ویندوز مایکروسافت، همراه با بورس، IRIX ,NetBSD ,OpenBSD و سولاریس قابل استفاده است. این نرم‌افزار ویژگی‌های زیادی در قسمت مدل‌سازی خود دارد. در میان قابلیتهای آن می‌توان به موارد زیر اشاره کرد:
- پشتیبانی از انواع اشکال اولیه هندسی از جمله مِش‌های چند ضلعی
- تسریع در مدلسازی‌های فرعی سطحی
- منحنی Bezier
- سطوح NURBS ,metaballs
- مجسمه‌سازی دیجیتال
- فونت‌ها
- قابلیت رندر تمام کارهای داخلی و یکپارچگی با YafRay (نرم‌افزار ردیاب اشعه)

بازسازی صورت یک مومیایی با نرم‌افزار بلندر توسط سیسرو مورائس

### مدل‌سازی
بلندر از انواع شکل‌های اولیه هندسی پشتیبانی می‌کند، از جمله مش‌های چند ضلعی، منحنی‌های Bézier، سطوح NURBS، متابال‌ها، icospheres، متن و یک سیستم مدل‌سازی n-gon به نام B-mesh. همچنین یک سیستم مدل‌سازی چند ضلعی پیشرفته وجود دارد که از طریق حالت ویرایش قابل دسترسی است. از ویژگی‌هایی مانند اکستروژن، bevelling و subdividing پشتیبانی می‌کند.

### اصلاح کننده‌ها
اصلاح‌کننده‌ها هنگام عملیات رندر می‌توانند تغییرات غیر مخربی را اعمال کنند، مانند تقسیم‌بندی مضاعف سطوح.

### مجسمه‌سازی
بلندر دارای مجسمه‌سازی دیجیتال با وضوح چندگانه است که شامل توپولوژی پویا، "baking"، مشبک سازی مجدد، تقارن مجدد و کاهش کیفیت است. مورد دوم برای ساده‌سازی مدل‌ها برای اهداف اشتراک گزاری استفاده می‌شود (به عنوان مثال مدل‌های بازی).

### نودهای هندسی

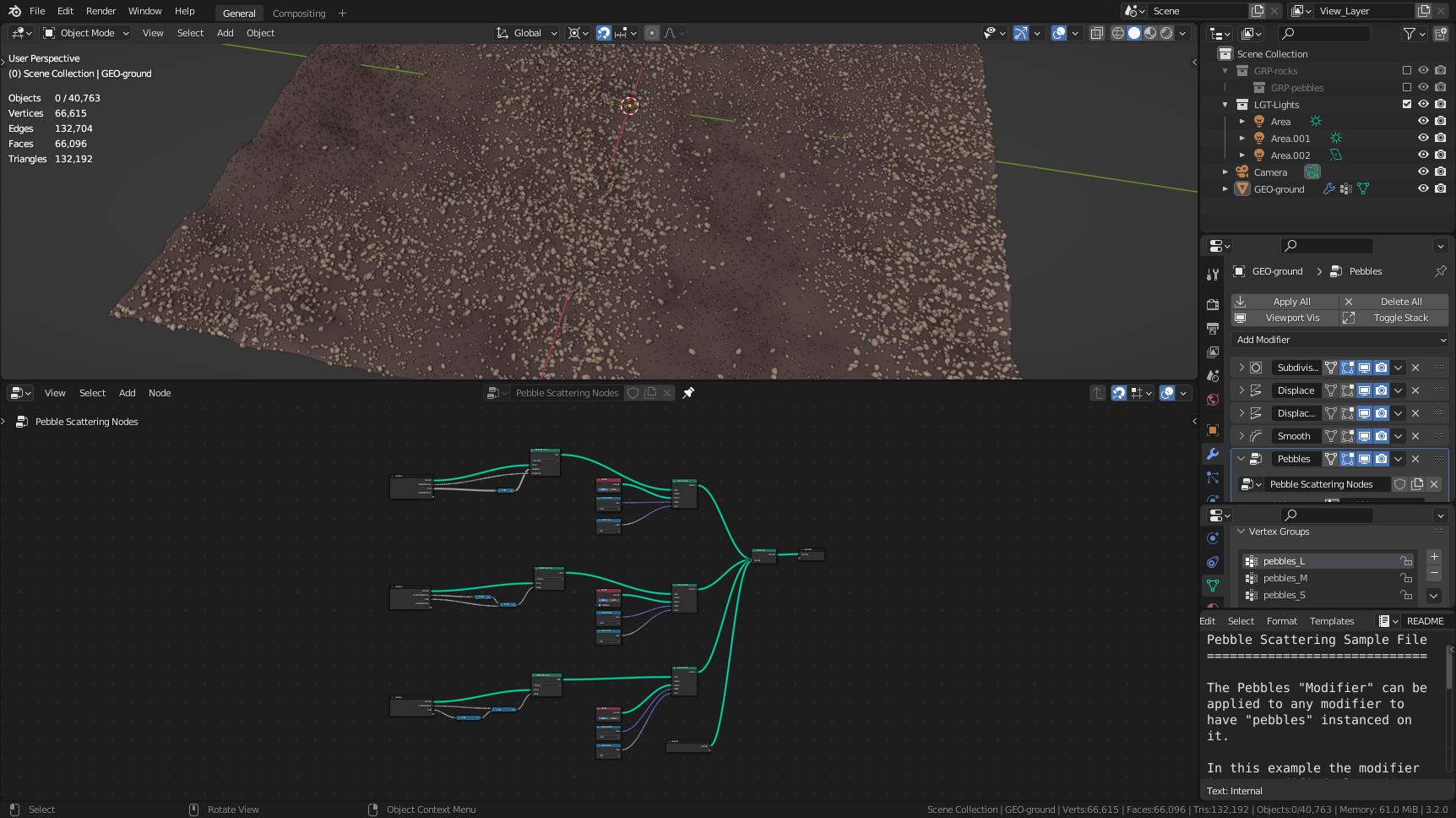
ابزارک Geometry Nodes Editor در بلندر نسخه ۳٫۲

بلندر دارای یک سیستم نود هندسی برای ایجاد و تغییر اشکال هندسی به صورت رویه ای و غیر مخرب است. این امکان برای اولین بار به Blender 2.92 اضافه شد که بر پراکندگی و نمونه‌سازی شی تمرکز دارد. این سیستم به صورت یک اصلاح کننده استفاده می‌شود، بنابراین می‌توان آن را بر روی دیگر اصلاح کننده‌های مختلف اضافه کرد. این سیستم از ویژگی‌های یک شی استفاده می‌کند که می‌توان آن‌ها را با ورودی‌های رشته‌ای تغییر داد. متغیرهای این ویژگی می‌تواند شامل موقعیت، نرمال‌ها و نقشه‌های UV باشد. همهٔ این ویژگی‌ها را می‌توان در یک صفحه ویرایشگر گسترده مشاهده کرد. ابزار Geometry Nodes همچنین دارای قابلیت ایجاد مش‌های اولیه است. پشتیبانی از ایجاد و اصلاح اشیاء منحنی به ابزار Geometry Nodes در Blender 3.0، اضافه شد؛] در همان نسخه، گردش کار Geometry Nodes به‌طور کامل با فیلدها دوباره طراحی شد تا سیستم بصری تر شود و مانند ابزار نودهای سایه زن کار کند.

### شبیه‌سازی
از بلندر می‌توان برای شبیه‌سازی دود، باران، گرد و غبار، پارچه، مایعات، مو و مدل‌های ریجید بادی استفاده کرد.

#### شبیه‌سازی سیالات
شبیه‌ساز سیال را می‌توان برای شبیه‌سازی مایعات، مانند ریختن آب در فنجان یا موارد مشابه استفاده کرد.بلندر از روش شبکه بولتزمن (LBM) برای شبیه‌سازی سیالات استفاده می‌کند و اجازه می‌دهد تا کاربر مقدار زیادی ذرات و دقت سیال را تنظیم کند. شبیه‌سازی سیال فیزیک ذراتی را ایجاد می‌کند که از روش هیدرودینامیک ذرات هموار پیروی می‌کنند.

شبیه‌سازی فیزیک سیالات

بلندر دارای ابزارهایی برای شبیه‌سازی برای دینامیک بدن نرم است، از جمله تشخیص برخورد مش، دینامیک سیال LBM، شبیه‌سازی دود، یک تولیدکننده اقیانوس با امواج، یک سیستم ذرات که شامل پشتیبانی از موهای مبتنی بر ذرات و رندر در زمان واقعی است که می‌تواند در طول شبیه‌سازی و رندر فیزیک کنترل شود.
در بلندر نسخه ۲٫۸۲، یک سیستم شبیه‌سازی سیال جدید به نام Mantaflow اضافه شد که جایگزین سیستم قدیمی شد. در Blender 2.92، سیستم شبیه‌سازی سیال دیگری به نام APIC که بر اساس Mantaflow ساخته شده‌است، اضافه شد. همچنین شبیه‌سازی گرداب‌ها و محاسبات دیگر در سیستم FLIP بهبود یافته‌اند.

### شبیه‌سازی پارچه
شبیه‌سازی پارچه با استفاده از سیستم ریجید بادی انجام می‌شود. اگر این امر روی یک مش سه بعدی انجام شود، اثراتی مشابه شبیه‌سازی بدنه نرم ایجاد می‌کند.

### انیمیشن
قابلیت‌های انیمیشن با فریم کلیدی بلندر شامل سینماتیک معکوس، انیمیشن اسکلتی، قلاب‌ها، تغییر شکل‌های منحنی و شبکه‌ای، کلیدهای شکل، انیمیشن غیرخطی، کانسترینت‌ها و بررسی راس‌های هندسی را شامل می‌شود. علاوه بر این، ابزار Grease Pencil آن امکان انیمیشن دو بعدی را در یک محیط کاملاً سه بعدی فراهم می‌کند.

### رندر
بلندر شامل سه موتور رندر است:
1. Eevee
2. Workbench
3. Cycles

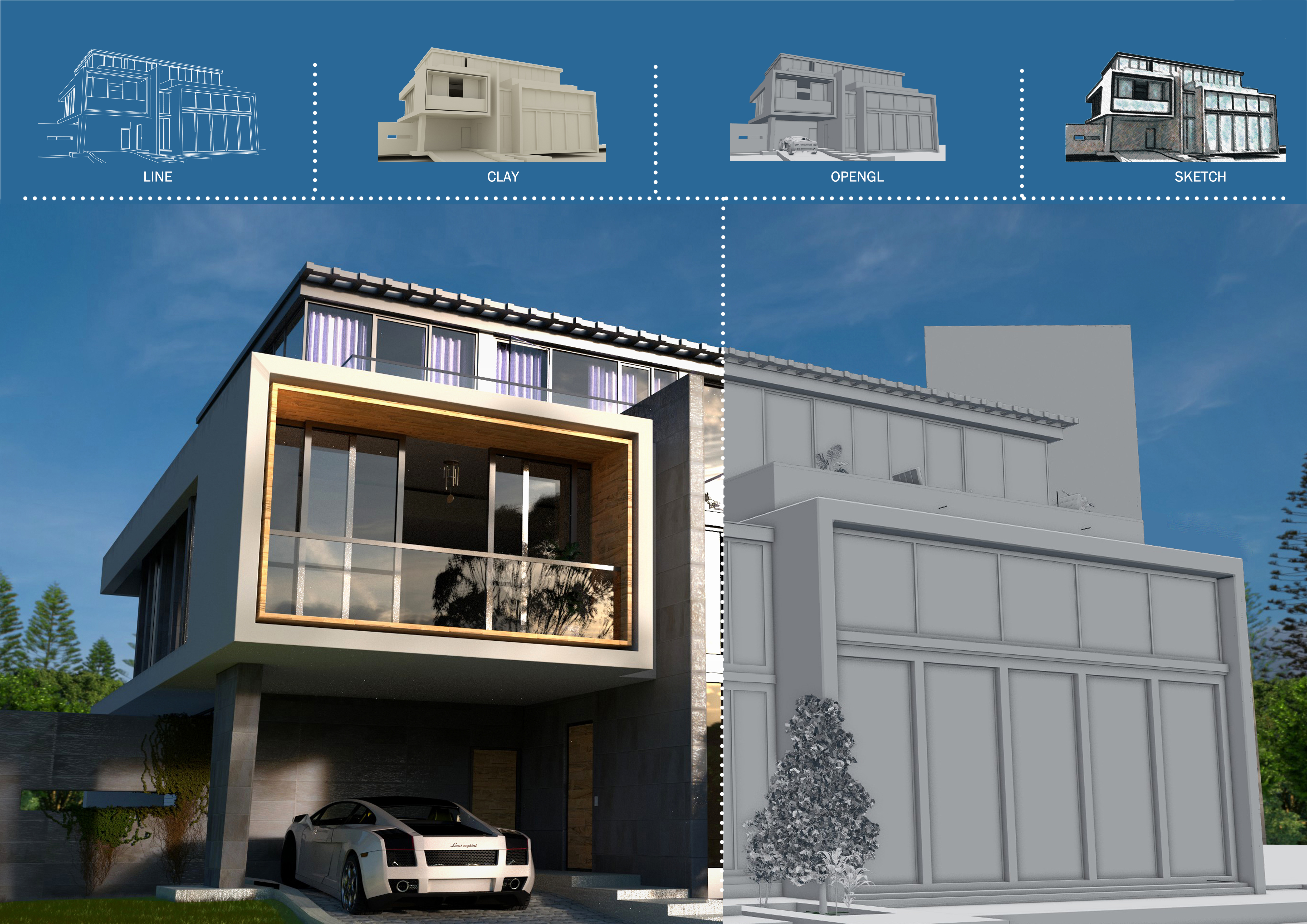
یک رندر معماری که سبک‌های مختلف رندر را در بلندر نشان می‌دهد، از جمله رندر با استفاده از Cycles

Cycles یک موتور رندر از نوع ردیابی مسیر است. این موتور توانایی رندرینگ از طریق CPU و GPU را پشتیبانی می‌کند. Cycles از Open Shading Language پشتیبانی می‌کند.
رندر ترکیبی با استفاده از Cycles و Optix در نسخه ۲٫۹۲ با Optix نیز با این نرم‌افزار اضافه شد.

#### Eevee
یک موتور رندر زمان واقعی مبتنی بر فیزیک است. Eevee این قابلیت دارد تا با سرعت بالای خود، نمایشگر زمان واقعی بلندر را برای ایجاد یا تغییر اشکال اجرا کند، اما همچنین می‌تواند به عنوان یک رندر کننده کامل برای فریم‌های نهایی کاربرد داشته باشد.

#### Workbench
یک موتور رندر زمان واقعی است که برای رندر سریع در طول مدل‌سازی و پیش نمایش انیمیشن طراحی شده‌است.Workbench برای رندر نهایی قابل استفاده نیست. این موتور رندر از تخصیص رنگ به اشیا برای تمایز بصری پشتیبانی می‌کند.

#### Cycles
یک موتور رندر مسیریابی است که به گونه‌ای طراحی شده‌است که تعاملی باشد و استفاده از آن آسان باشد، در حالی که هنوز از بسیاری از ویژگی‌های حرفه‌ای را دارا است. با انتشار نسخه Blender 2.61 از سال ۲۰۱۱ این موتور رندر به Blender اضافه شده‌است. Cycles از پسوندهای AVX, AVX2 و AVX-512 و همچنین رندرر CPU پشتیبانی می‌کند.

#### رندر با استفاده از کارت گرافیک
Cycles از رندر با استفاده از GPU پشتیبانی می‌کند که برای سرعت بخشیدن به زمان رندر استفاده می‌شود. سه حالت رندر با GPU در موتور سایکلز وجود دارد: CUDA، که روش ترجیحی برای کارت‌های گرافیک قدیمی‌تر انویدیا است. OptiX، که از قابلیت‌های سخت‌افزار ردیابی پرتوهای معماری تورینگ و معماری Ampere انویدیا استفاده می‌کند. و OpenCL، که از رندرینگ در کارت‌های گرافیک AMD Radeon (با پشتیبانی Intel Iris و Xe در نسخه ۲٫۹۲) پشتیبانی می‌کند. سایکلز به صورت پیشفرض شامل این موارد نیست و باید طبق دستورالعمل‌های موجود در برنامه نصب و پیکربندی شود.
استفاده از چندین پردازنده گرافیکی به صورت همزمان نیز در بلندر پشتیبانی می‌شود (به استثنای موتور رندر Eevee) که می‌تواند برای ایجاد یک فارم رندر برای افزایش سرعت رندر با پردازش فریم‌ها یا کاشی‌ها به صورت موازی مورد استفاده قرار گیرد – با این حال، داشتن چندین GPU باعث افزایش حافظهٔ گرافیکی در دسترس نمی‌شود؛ زیرا هر GPU فقط می‌تواند به حافظه خود دسترسی داشته باشد. (از نسخه ۲٫۹۰، این محدودیت کارت‌های SLI با NVLink انویدیا شکسته شده‌است).
بلندر در نسخهٔ ۳٫۱ پشتیبانی از Metal API برای رایانه‌های اپل با تراشه‌های M1 و کارت‌های گرافیک‌های AMD را اضافه کرد.
پشتیبانی از پردازنده‌های گرافیکی Intel Arc در نسخهٔ 3.3 LTS اضافه شد.

## رابط کاربری

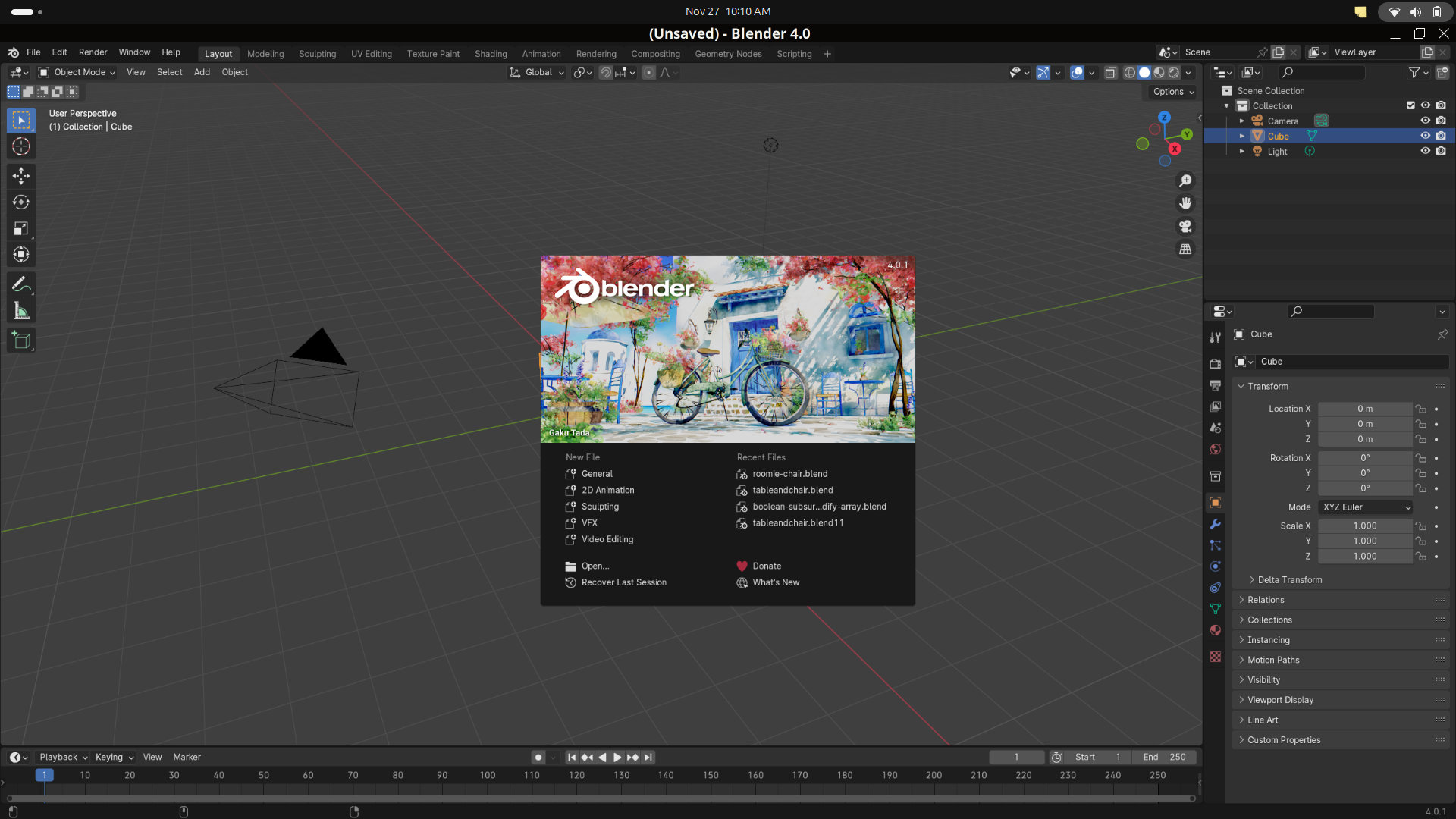

گفته می‌شود یادگیری بلندر برای کاربرانی که عادت به یک نرم‌افزار گرافیکی 3D دیگر دارند، دشوار است. اما باید بدانید که در بلندر تقریباً هر عملکرد دارای یک میانبر مستقیم از صفحه کلید است و هر دکمه می‌تواند میانبرهای متفاوتی در قسمت‌های مختلف باشد.
از آنجا که بلندر نرم‌افزار ی آزاد است، تلاش شده منوهای جامع متنی به آن اضافه شود به‌طوری‌که استفاده از این ابزارها منطقی و به شکل یک جریان خطی منظم باشد. همچنین تلاش‌های زیادی برای بالا بردن رابط‌های کاربری بصری، با مقدمه‌ای از تِم‌های رنگی، ویجت شفاف و شناور، شکل کلی جدید و بهبود یافته و دیگر پیشرفت‌های کوچک مانند رنگ ویجت‌کننده شده‌است.
رابط کاربر بلندر شامل مفاهیم زیر می‌باشد:
حالت‌های ویرایشی
دو حالت اصلی که برای کار کردن در بلندر وجود دارد Object Mode و Edit Mode که با کلید Tab آن‌ها فعال می‌شوند.
از Object Mode برای ویرایش و اصلاح یک قسمت خاص به صورت واحد استفاده می‌شود درحالی‌که از Edit Mode برای ویرایش داده‌های واقعی یک قسمت استفاده می‌شود. به عنوان مثال Object Mode می‌تواند برای حرکت دادن، تغییر سایز و مقیاس و چرخاندن در تمام مِش‌های چند ضلعی استفاده شود و Edit Mode هم می‌تواند برای ویرایش و تغییر در یک راس خاص از یک مِش استفاده شود. البته حالت‌های دیگری هم مانند Vertex Paint,Weight Paint و Sculpt Modeبرای ویرایش وجود دارد.
سخت‌افزار مورد نیاز
بلندر به الزامات سخت‌افزاری بسیار کمتری در مقایسه با دیگر برنامه‌های 3D نیازمند است، با این حال برای داشتن افکت‌های پیشرفته‌تر و مدل‌های با کیفیت‌تر یک سیستم سریع مورد نیاز است.

## توسعهٔ نرم‌افزار

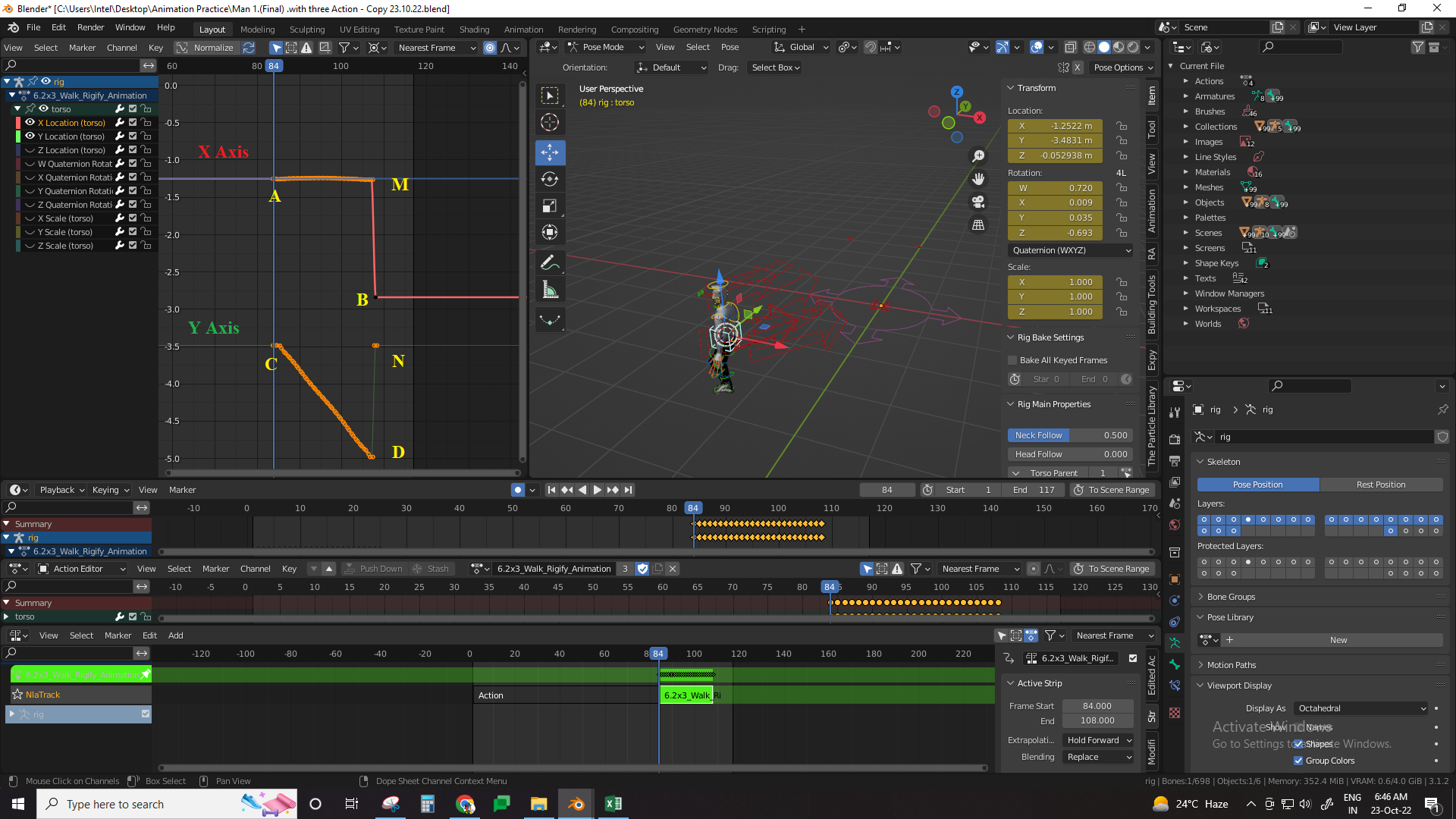
تصویری از محیط بلندر

از زمان متن باز شدن، در بلندر بازسازی قابل توجهی از پایگاه کد اولیه و افزوده شدن ویژگی‌های بسیاری را تجربه کرده‌ است.
پیشرفت‌ها شامل موارد زیر است:
- به‌روزرسانی سیستم انیمیشن[۲۰]
- سیستم اصلاح کننده مبتنی بر stack[۲۱]
- سیستم محاسبهٔ ذرات به روز شده که می‌تواند برای شبیه‌سازی مو و خز نیز استفاده شود[۲۲]
- دینامیک سیالات
- پشتیبانی از شیدرهای GLSL
- یک روند رندر کاملاً جدید، که اجازه رندر جداگانه و «رندر به بافت» را می‌دهد.
- ویرایش و ترکیب مواد مبتنی بر node و قابلیت Projection Painting.[۲۳]

بخشی از این پیشرفت‌ها توسط برنامه Summer of Code گوگل، که بنیاد بلندر از سال ۲۰۰۵ در آن مشارکت داشته‌است، انجام شد.

## استفاده در صنعت رسانه‌ها
بلندر به عنوان یک ابزار خصوصی و داخلی برای یک شرکت هلندی انیمیشن تجاری، NeoGeo طراحی شده‌است. اولین پروژه بزرگ و حرفه‌ای که در آن از بلندر استفاده شد، مرد عنکبوتی ۲ بود. در آن پروژه در درجهٔ اول برای جان‌بخشی و به حرکت درآوردن کاراکترها و قسمت‌های مختلف قبل از به نمایش گذاشتن در قسمت storyboard از بلندر استفاده شده‌است.
فیلم سینمایی فرانسوی Friday or Another Day از اولین فیلم‌های ۳۵ میلی‌متری بود که از بلندر برای همه جلوه‌های ویژه‌شان استفاده کردند، که تمام آن جلوه‌های ویژه در سیستم عامل گنو/لینوکس ساخته شده بود و در جشنواره بین‌المللی فیلم لوکارنو برنده جایزه شد.
همچنین در سال 2015 میلادی، پویانمایی کوتاه Alike بر روی سیستم عامل لینوکس و با استفاده از نرم افزار بلندر ساخته شده است. از بلندر برای مدلسازی، پویاسازی، رندر و تدوین این پویانمایی استفاده شده است.

## استودیو بلندر
از سال ۲۰۰۵، بنیاد بلندر هر سال یک پروژه خلاقانه جدید را برای کمک به ایجاد نوآوری در Blender توسط استودیو بلندر که یکی از زیرمجموعه‌های این بنیاد است تولید می‌کند. این پروژه‌ها تماماً توسط نرم‌افزار بلندر و توسط این استودیو ساخته شده‌اند:

### رؤیای فیل‌ها(Elephants Dream)
در سپتامبر ۲۰۰۵، برخی از برجسته‌ترین هنرمندان و توسعه‌دهندگان بلندر شروع به کار بر روی یک فیلم کوتاه با استفاده از این نرم‌افزار کردند. اسم رمز «پرتقال» در برای این پروژه انتخاب شد و این اسم روندی را آغاز کرد که به پروژه‌های بعدی نیز نام میوه ای متفاوتی داد. فیلم حاصل، رؤیای فیل‌ها، در ۲۴ مارس ۲۰۰۶ به نمایش درآمد.

### بیگ باک بانی(Big Buck Bunny)
در ۱ اکتبر ۲۰۰۷، یک تیم جدید کار روی دومین پروژه متن باز به نام «هلو» را برای تولید فیلم کوتاه Big Buck Bunny آغاز کردند. این بار اما مفهوم خلاقانه متفاوت بود. طبق سایت رسمی، به جای سبک عمیق و عرفانی رؤیای فیل‌ها، همه چیز بیشتر «خنده دار و خزدار» است. این فیلم در ۱۰ آوریل ۲۰۰۸ به نمایش درآمد. این فیلم بعداً در می ۲۰۱۲ به سرویس نینتندو ویدئو در نینتندو ۳دی‌اس راه یافت.

### سینتل(Sintel)
پروژه خارگیل توسط بنیاد بلندر (با توجه به سنت میوه‌ها به‌عنوان نام رمز) این بار برای ساخت یک انیمیشن حماسه اکشن فانتزی به مدت حدوداً دوازده دقیقه انتخاب شد، که یک دختر نوجوان و یک اژدهای جوان در نقش شخصیت‌های اصلی آن خلق شدند. این فیلم در ۳۰ سپتامبر ۲۰۱۰ به صورت آنلاین به نمایش درآمد. یک بازی بر اساس Sintel به‌طور رسمی در Blenderartists.org در ۱۲ می ۲۰۱۰ معرفی شد.

### اشک‌های فولادی (Tears of Steel)
در ۲ اکتبر ۲۰۱۱، چهارمین پروژه فیلم باز با اسم رمز «انبه» توسط بنیاد بلندر اعلام شد. تیمی از هنرمندان با توسط فراخوان مشارکت جامعه متن باز گرد هم آمدند. این اولین فیلم باز Blender است که از اکشن زنده و همچنین CG استفاده می‌کند.
فیلمبرداری برای انبه در ۷ می ۲۰۱۲ آغاز شد و فیلم در ۲۶ سپتامبر ۲۰۱۲ منتشر شد. مانند فیلم‌های قبلی، تمام فیلم‌ها، صحنه‌ها و مدل‌ها تحت مجوز Creative Commons مطابق با محتوای رایگان در دسترس قرار گرفتند.

### لباسشویی کاسموس (Cosmos Laundromat)
در ۱۰ ژانویه ۲۰۱۱، تان روزندال اعلام کرد که پنجمین پروژه فیلم باز با رمز "Gooseberry" و هدف آن تولید یک فیلم انیمیشن بلند خواهد بود. او حدس می‌زد که تولید آن بین سال‌های ۲۰۱۲ تا ۲۰۱۴ آغاز شود.این فیلم قرار بود توسط ائتلافی از استودیوهای بین‌المللی انیمیشن نوشته و تولید شود. ترکیب استودیوهای مشارکت کننده در ۲۸ ژانویه ۲۰۱۴ اعلام شد.و تولید به زودی پس از آن آغاز شد. از مارس ۲۰۱۴، یک تابلوی روحی ساخته شد و اهداف توسعه تعیین شد. اولین پیش نمایش ده دقیقه ای در ۱۰ اوت ۲۰۱۵ در یوتیوب منتشر شد. این پروژه برنده جایزه انتخاب هیئت داوران جشنواره انیمیشن کامپیوتری SIGGRAPH 2016 شد.

### نیمه لیوان (Glass Half)
در ۱۳ نوامبر ۲۰۱۵، نیمه لیوان با فرمت اچ‌دی منتشر شد. این پروژه قابلیت‌های رندر real-time را با استفاده از اوپن‌جی‌ال برای انیمیشن‌های کارتونی سه بعدی نشان می‌دهد. همچنین این پروژه پایان طرح نامگذاری میوه برای انیمیشین‌ها بود. نیمه لیوان توسط بنیاد بلندر با درآمد حاصل از Blender Cloud تأمین مالی شد.این انیمیشن یک کمدی کوتاه و تقریباً سه دقیقه‌ای به زبانی گیج‌کننده است که به ذهنیت در هنر می‌پردازد.

### کامیناندس (Caminandes)
کامیناندس مجموعه ای از فیلم‌های انیمیشن کوتاه است که توسط پابلو وازکز آرژانتینی طراحی شده‌است. این فیلم بر روی یک لاما به نام کورو در پاتاگونیا و تلاش‌های او برای غلبه بر موانع مختلف متمرکز است. این سریال تنها با شروع قسمت دوم بخشی از پروژه فیلم باز شد.
- Caminandes 1: Llama Drama (2013)
- Caminandes 2: Gran Dillama (2013)
- Caminandes 3: Llamigos (2016)

### مأمور ۳۲۷: عملیات آرایشگاه (Agent 327: Operation Barbershop)
مأمور ۳۲۷: عملیات آرایشگاه یک تیزر سه دقیقه ای است که در ۱۵ می ۲۰۱۷ برای یک انیمیشن کامل برنامه‌ریزی شده منتشر شد. این تیزر سه دقیقه ای توسط کانال رسمی Blender Studio در یوتیوب آپلود شده‌است. این فیلم به کارگردانی مشترک کالین لوی و هجلتی هالمارسون بر اساس سریال کمیک هلندی کلاسیک مأمور ۳۲۷ ساخته شده‌است. این فیلم تیزر همچنین به عنوان تلاشی برای جذب بودجه برای یک انیمیشن کامل عمل می‌کند. مأمور ۳۲۷: عملیات آرایشگاه آخرین فناوری موتور Cycles را به نمایش می‌گذارد، موتور رندری که از سال ۲۰۱۱ در بلندر اضافه شده‌است. محتوای این تیزر تحت مجوز Creative Commons از طریق Blender Cloud منتشر شده‌است.

### قهرمان (Hero)
قهرمان نخستین پروژه فیلم باز است که قابلیت‌های Grease Pencil، ابزار انیمیشن دو بعدی در بلندر ۲٫۸ را نشان می‌دهد. این انیمیشن در ۱۶ آوریل ۲۰۱۸ در یوتیوب قرار گرفت. زمان اجرای آن تقریباً چهار دقیقه است که شامل بیش از یک دقیقه فیلم «ساخت» از «پشت صحنه» است.

### بهار (Spring)
در ۲۵ اکتبر ۲۰۱۷ انیمیشن کوتاهی به نام بهار معرفی شد. این انیمیشن در ۴ آوریل ۲۰۱۹ منتشر شد. هدف آن آزمایش قابلیت‌های Blender 2.8 قبل از انتشار رسمی آن بود.
بهار داستان یک دختر چوپان و سگش است که برای ادامه چرخه زندگی با ارواح باستانی روبرو می‌شوند. این فیلم کوتاه شاعرانه و از نظر بصری خیره کننده به نویسندگی و کارگردانی اندی گورالچیک و با الهام از دوران کودکی او در کوهستان‌های آلمان ساخته شده‌است.

### کافی ران (Coffee Run)
در ۲۹ می ۲۰۲۰، فیلم متن باز کافی ران  منتشر شد. این اولین فیلم باز بود که توسط موتور رندر EEVEE رندر شد و در ۳۰ ژوئیه ۲۰۱۹ منتشر شد.
زن جوانی که با کافئین تغذیه می‌شود، خاطرات تلخ و شیرین رابطه گذشته خود را مرور می‌کند.

### شهرک نشینان(Settlers)
مجموعه‌ای از دارایی‌ها و صحنه‌های متحرک که توسط استودیوی بلندر در سال ۲۰۲۰ ایجاد شده‌است، که با تأکید بر رندر غیرعکاسی و سایه‌زنی تجربی ایجاد شده‌اند. تمام دارایی‌های ایجاد شده برای این امر به صورت رایگان در دسترس است.

### اسپرایت فرایت (Sprite Fright)
اسپرایت فرایت سیزدهمین فیلم باز است. این فیلم در بریتانیا می‌گذرد و از کمدی ترسناک دهه ۱۹۸۰ الهام می‌گیرد. این فیلم توسط هنرمند پیکسار، متیو لان، با هجلتی هالمارسون کارگردانی شده‌است. داستان این انیمیشن در مورد گروهی از نوجوانان است که پس از ریختن زباله در جنگل توسط اسپرایت‌ها مورد حمله قرار می‌گیرند و کشته می‌شوند.

### شارژ(charge)
یک فیلم کوتاه سینمایی با تأکید بر فوتورئالیسم است. این فیلم کوتاه در ایسلند اتفاق می‌افتد و هدف آن بهبود گردش کار بافت PBR Blender است.